# 布拉戈達特涅 (科明捷爾尼夫西克區)
46°45′7″N 30°49′54″E / 46.75194°N 30.83167°E
布拉霍達特內（烏克蘭語：Благодатне）是位於烏克蘭西南部的村莊，由敖德萨州敖德萨区的多布羅斯拉夫市鎮負責管轄。該村始建於1910年，面積0.51平方公里，海拔高度19米，2001年人口222，人口密度每平方公里435.29人。